# Bruno Bettelheim
Bruno Bettelheim (ur. 28 sierpnia 1903 w Wiedniu, zm. 13 marca 1990 w Silver Spring w stanie Maryland) – amerykański psychoanalityk, psycholog, psychiatra i pedagog, z pochodzenia austriacki Żyd.

## Życiorys
W rodzinnym mieście zaczął karierę jako lekarz-psychoanalityk. Na Uniwersytecie Wiedeńskim uzyskał stopień doktorski. W latach 1938–1939 był uwięziony w obozach koncentracyjnych w Dachau i w Buchenwaldzie. Od 1939 roku przebywał w Stanach Zjednoczonych. Wykładał jako profesor wychowania, psychologii oraz psychiatrii na University of Chicago. Od 1944 kierował należącym do uniwersytetu instytutem psychiatrycznym dla dzieci – Sonia Shankman Orthogenic School. Zmarł śmiercią samobójczą z powodu nieuleczalnej choroby.

## Działalność naukowa
Był przedstawicielem psychologii humanistycznej. Swoje zainteresowania naukowe i praktyczne koncentrował na leczeniu i przywracaniu społeczeństwu dzieci, młodzieży i dorosłych z poważnymi zaburzeniami w funkcjonowaniu osobowości. Badał te zaburzenia oraz udzielał pomocy w integrowaniu osobowości.
Szczególnym zainteresowaniem Bettelheima była psychiatria dziecięca, w tym autyzm dziecięcy. W swoich pracach odwoływał się do własnych doświadczeń z obozów koncentracyjnych, co widoczne jest m.in. w rozważaniach na temat identyfikacji z agresorem. Jego teorie dotyczące przyczyn autyzmu były dość kontrowersyjne – twierdził on, że dziecko autystyczne ze swoją apatią przypomina więźniów obozów koncentracyjnych – ucieka od niezwykle wrogiego świata. Zdaniem Bettelheima dziecko ucieka przed wrogością przekazywaną mu przez matkę. Bruno Bettelheim wysnuł teorię psychogennego podłoża autyzmu. Za zaburzenie to miały być odpowiedzialne „matki-lodówki”, które nie potrafiły kochać własnego potomstwa i nawiązywać z nim prawidłowej relacji.

Sformułował tezy na temat znaczenia baśni w wychowaniu i rozwoju dziecka:
- podstawą oddziaływania baśni na psychikę dziecka jest proces identyfikacji czytelnika z pozytywnym bohaterem;
- baśnie konfrontują dziecko z podstawowymi wewnętrznymi problemami życia, pomagają w rozpoznaniu trudności i od razu podają sposoby radzenia sobie z nim;
- baśnie sprawiają dziecku przyjemność, dostarczają mu objaśnień dotyczących jego psychiki i wspierają rozwój osobowości;
- pomagają w odkrywaniu jego osobowości i nadawaniu sensu życia;
- wspierają je w trudnościach związanych z psychologicznymi problemami dorastania i integracji osobowości;
- baśnie zachęcają do aktywnego pokonywania trudności i nawiązywania dobrych stosunków z przyrodą.

## Publikacje
Publikacje poświęcone leczeniu dzieci:
- Love is not Enough. The Treatment of Emotionally Disturbed Children, 1950
- Truants from Life. The Rehabilitation of Emotionally Disturbed Children, 1955
- The Empty Fortress. Infantile Autism and the Birth of the Self, 1967
- A Home for the Heart, 1974

Publikacje z zakresu psychologii społecznej:
- Autonomia w epoce zbiorowości masowych (1960, The Informed Heart. Autonomy in a Mass Age)
- Przemiany społeczne i społeczny przesąd (1964, współautor: Morris B. Janovitz, Social Change and Prejudice)

Publikacje z zakresu antropologii kulturowej:
- Rany symboliczne. Rytuały inicjacji i zazdrość męska. (1954, wydanie zmienione 1962, Symbolic Wounds. Puberty Rites and the Envious Male)

Inne:
- Cudowne i pożyteczne. O znaczeniach i wartościach baśni (1977, The Uses of Enchantment. The Meaning and Importance of Fairy Tales)

## Opracowania na temat Bruno Bettelheima
- Ekstein, Rudolf (1994): Mein Freund Bruno (1903–1990). Wie ich mich an ihn erinnere. In: Kaufhold, Roland (ed.) (1994): Annäherung an Bruno Bettelheim. Mainz (Grünewald): 87–94.
- Federn, Ernst (1994): Bruno Bettelheim und das Überleben im Konzentrationslager. In: Kaufhold, Roland (ed.) (1999): Ernst Federn: Versuche zur Psychologie des Terrors. Gießen (Psychosozial-Verlag): 105–108.
- Fisher, David James: Psychoanalytische Kulturkritik und die Seele des Menschen. Essays über Bruno Bettelheim (co-editor: Roland Kaufhold), Gießen (Psychosozial-Verlag)
- Kaufhold, Roland (Ed.): Annäherung an Bruno Bettelheim. Mainz, 1994 (Grünewald)
- Kaufhold, Roland: Bettelheim, Ekstein, Federn: Impulse für die psychoanalytisch-pädagogische Bewegung. Gießen, 2001 (Psychosozial-Verlag).